# Stenasellus virei
Stenasellus virei är en kräftdjursart som beskrevs av Dollfus1897. Stenasellus virei ingår i släktet Stenasellus och familjen Stenasellidae.

## Underarter
Arten delas in i följande underarter:
- S. v. boui
- S. v. virei
- S. v. nobrei
- S. v. hussoni
- S. v. angelieri
- S. v. buchneri